# Nuoto ai campionati mondiali di nuoto 2013 - Staffetta 4x100 metri stile libero maschile
Le qualifiche per la semifinale si sono svolte la mattina del 28 luglio 2013, mentre la finale, invece, si è svolta la sera dello stesso giorno.

## Medaglie
| Posizione | Oro | Argento                                                                       | Bronzo                                                                                            |
| --------- | --- | ----------------------------------------------------------------------------- | ------------------------------------------------------------------------------------------------- |
| Paese     | Francia                                                                                                   | Stati Uniti                                                                   | Russia                                                                                            |
| Atleti    | Yannick Agnel Florent Manaudou Fabien Gilot Jéremy Stravius Amaury Leveaux Grégory Mallet William Meynard | Nathan Adrian Ryan Lochte Anthony Ervin James Feigen Ricky Berens Conor Dwyer | Andrej Grečin Nikita Lobincev Vladimir Morozov Danila Izotov Evgenij Lagunov Aleksandr Suchorukov |

## Record
Prima della manifestazione il record del mondo (WR) e il record dei campionati (CR) erano i seguenti.
| Record mondiale       | 3'08"24 | Stati Uniti Michael Phelps (47"51) Garrett Weber-Gale (47"02) Cullen Jones (47"65) Jason Lezak (46"06) | 11 agosto 2008 Pechino, Cina |
| Record dei campionati | 3'09"21 | Stati Uniti Michael Phelps (47"78) Ryan Lochte (47"03) Matthew Grevers (47"61) Nathan Adrian (46"79)   | 26 luglio 2009 Roma, Italia  |

Nel corso della competizione non sono stati migliorati record.

## Risultati

### Batterie
| Pos. | Batteria | Corsia | Atleta                                                                  | Nazionalità   | Tempo   | Note |
| ---- | -------- | ------ | ----------------------------------------------------------------------- | ------------- | ------- | ---- |
| 1    | 1        | 4      | Jimmy Feigen Anthony Ervin Ricky Berens Conor Dwyer                     | Stati Uniti   | 3'11"69 | Q    |
| 2    | 2        | 5      | Andrej Grečin Evgenij Lagunov Aleksandr Suchorukov Danila Izotov        | Russia        | 3'12"43 | Q    |
| 3    | 1        | 5      | James Roberts Kenneth To Matthew Targett Tommaso D'Orsogna              | Australia     | 3'13"04 | Q    |
| 4    | 2        | 4      | Amaury Leveaux Fabien Gilot Grégory Mallet William Meynard              | Francia       | 3'14"01 | Q    |
| 5    | 1        | 6      | Luca Leonardi Marco Orsi Michele Santucci Filippo Magnini               | Italia        | 3'14"13 | Q    |
| 6    | 1        | 7      | Marcelo Chierighini Nicolas Oliveira Fernando Santos Vinícius Waked     | Brasile       | 3'14"41 | Q    |
| 7    | 1        | 3      | Steffen Deibler Marco di Carli Christoph Fildebrandt Markus Deibler     | Germania      | 3'14"70 | Q    |
| 8    | 2        | 7      | Shinri Shioura Kenji Kobase Takurō Fujii Kenta Ito                      | Giappone      | 3'15"46 | Q    |
| 9    | 2        | 6      | Dieter Dekoninck Emmanuel Vanluchene Glenn Surgeloose Jasper Aerents    | Belgio        | 3'15"52 |      |
| 10   | 1        | 2      | Lü Zhiwu Lou Junyi Shi Tengfei Chen Tengfei                             | Cina          | 3'17"32 |      |
| 11   | 2        | 3      | Leith Shankland Chad le Clos Gerhardus Zandberg Devon Myles Brown       | Sudafrica     | 3'17"91 |      |
| 12   | 2        | 0      | Doğa Çelik İskender Baslakov Furkan Marasli Kemal Arda Gürdal           | Turchia       | 3'20"00 |      |
| 13   | 2        | 1      | Jan Šefl Tomáš Plevko Martin Žikmund Martin Verner                      | Rep. Ceca     | 3'20"12 |      |
| 14   | 2        | 2      | Joel Greenshields Thomas Gossland Luke Peddie Hassaan Abdel Khalik      | Canada        | 3'20"24 |      |
| 15   | 2        | 8      | Yang Jung-Doo Chang Gyu-Cheol Jeong Jeong-Soo Shin Hee-Woong            | Corea del Sud | 3'25"50 |      |
| 16   | 1        | 1      | Ahmed Akaram Marwan Ismail Mohamed Khaleb Shehab Younis                 | Egitto        | 3'26"25 |      |
|      | 1        | 8      | Aitor Martínez Markel Alberdi Juan Miguel Rando Aschwin Wildeboer Faber | Spagna        |         | DSQ  |

### Finale
| Pos. | Corsia | Atleta                                                                | Nazionalità | Tempo   | Note |
| ---- | ------ | --------------------------------------------------------------------- | ----------- | ------- | ---- |
|      | 6      | Yannick Agnel Florent Manaudou Fabien Gilot Jéremy Stravius           | Francia     | 3'11"18 |      |
|      | 4      | Nathan Adrian Ryan Lochte Anthony Ervin James Feigen                  | Stati Uniti | 3'11"42 |      |
|      | 5      | Andrej Grečin Nikita Lobincev Vladimir Morozov Danila Izotov          | Russia      | 3"11"44 |      |
| 4    | 3      | James Magnussen Cameron McEvoy Tommaso D'Orsogna James Roberts        | Australia   | 3'11"58 |      |
| 5    | 2      | Luca Dotto Luca Leonardi Marco Orsi Filippo Magnini                   | Italia      | 3'12"62 |      |
| 6    | 1      | Steffen Deibler Markus Deibler Christoph Fildebrandt Dimitri Colupaev | Germania    | 3'13"77 |      |
| 7    | 7      | Nicolas Oliveira Fernando Santos Vinícius Waked Marcelo Chierighini   | Brasile     | 3'14"45 |      |
| 8    | 8      | Shinri Shioura Kenji Kobase Takurō Fujii Kenta Ito                    | Giappone    | 3'14"75 |      |